# Jack Trout
Jack Trout, właśc. John Francis Trout (ur. 31 stycznia 1935 w Nowym Jorku, zm. 4 czerwca 2017 w Greenwich w stanie Connecticut) – amerykański teoretyk i praktyk marketingu, autor i współautor kilkunastu książek na temat strategii marketingowych, pozycjonowania i budowania świadomości marki (brandingu).
Pracę rozpoczął w dziale reklamy General Electric. Następnie przez ponad 20 lat prowadził, wspólnie z Alem Riesem, firmę marketingową. Był właścicielem firmy Trout & Partners, zajmującej się doradztwem marketingowym na całym świecie. Doradzał wielu firmom z listy 500 największych firm świata magazynu „Fortune”, był także konsultantem Departamentu Stanu USA, pomagając opracować strategię poprawienia wizerunku marki kraju. W 2006 roku doradzał Partii Demokratycznej w wyborach do Kongresu Stanów Zjednoczonych.
W 1972 wspólnie z Alem Riesem opublikował w magazynie „Advertising Age” cykl artykułów, w których pojawiło się pojęcie pozycjonowanie. Książka Positioning: The Battle For Your Mind (1980) wprowadziła ten termin na stałe do teorii marketingu. Opublikował kilkanaście książek, z których większość przetłumaczona została na język polski.

## Publikacje (w języku polskim)
- J. Trout, S. Rivkin, Repozycjonowanie. Marketing w erze konkurencji, zmian i kryzysu, Warszawa 2011, ISBN 978-83-208-1933-5.
- J. Trout, A. Ries, Wojujący marketing. Zwycięskie strategie i kampanie, Gliwice 2007, ISBN 978-83-246-0512-5.
- J. Trout, Trout o strategii, Warszawa 2005, ISBN 83-208-1586-X.
- J. Trout, A. Ries, Nowe pozycjonowanie. Najważniejsze osiągnięcia w dziedzinie światowych strategii biznesowych, Kraków 2004, ISBN 83-918243-4-9.
- J. Trot, Wielkie Marki. Wielki Kłopot.Jak uczyć się na błędach innych?, Kraków 2002, ISBN 83-913519-9-8.
- J. Trout, S. Rivkin, Wyróżniaj się lub zgiń. Jak przetrwać w erze morderczej konkurencji?, Kraków 2001, ISBN 83-911475-9-2.
- J. Trout, A. Ries, Niezmienne prawa marketingu, Warszawa 2000, ISBN 83-208-1284-4.
- J. Trot, A. Ries, Marketing do góry nogami, Kraków 1999, ISBN 83-911475-0-9.